# Sławkowski Stawek
Sławkowski Stawek (słow. Slavkovské pliesko, niem. Schlagendorfer Seechen, węg. Szalóki-tavacska) – mały stawek położony na wysokości ok. 1676 m n.p.m. nieopodal wylotu Doliny Sławkowskiej w słowackich Tatrach Wysokich. Pomiary pracowników TANAP-u z lat 60. XX w. wykazują, że ma powierzchnię ok. 0,100 ha, wymiary 52 × 25 m i głębokość ok. 2,5 m. Leży w małej Siennej Kotlinie, u stóp południowo-wschodnich zboczy Siennej Kopy. Jest jednym z trzech Sławkowskich Stawków, pozostałe dwa są najczęściej wyschnięte.
Nazwa Sławkowskiego Stawku związana jest z Doliną Sławkowską lub ze spiską wsią Wielki Sławków.

## Historia
Już w 1878 r. z inicjatywy MKE postawiono nieopodal małe schronisko. Było to kamienne schronisko z jedną izbą. Powodem budowy było to, że dawniej chadzano tędy na Sławkowski Szczyt. Schronisko nie służyło turystom długo, już w 1882 r. zostało zniszczone przez lawinę śnieżną i nigdy więcej nie zostało odbudowane.

## Szlaki turystyczne
– znakowana czerwono Magistrala Tatrzańska na odcinku od Wielickiego Stawu do Smokowieckiego Siodełka.
- Czas przejścia: 2:05 h, z powrotem 2:25 h